# Yangtze Pearl
Das Motorschiff Yangtze Pearl ist ein chinesisches Flusskreuzfahrtschiff, das 1992 in Wuhan, China gebaut wurde. Die Ausstattung entspricht einem Vier-Sterne-Hotel. 2002 wurde das Schiff modernisiert. Sie ist das ganze Jahr über auf dem Jangtsekiang in Betrieb.
Es verfügt über vier Passagierdecks mit insgesamt 79 Kabinen, davon vier De-luxe-Kabinen und zwei Präsidenten-Kabinen für total 158 Passagiere.

## Ausstattung
An Bord gibt es neben dem Restaurant einen Bankett-Saal, Bar, Rauchersalon, Tanzraum,  Bücherei, Kinder-Spielraum, Bord-Laden und Schönheitssalon auch eine Krankenstation. Ein Arzt ist immer an Bord. Das Schiff ist vollklimatisiert. Zur Unterhaltung und Information stehen den Fahrgästen umfangreiche Einrichtungen, wie Internet, Fax, Kopier und Druckgeräte, Fernsehen und Karaoke zur Verfügung. Im Restaurant kann man zwischen Chinesischer und Westlicher Küche wählen.
Die Kabinen sind größer als auf europäischen Flusskreuzfahrtschiffen.

## Weitere Schiffe der Reederei Transocean
- Astor
- Astoria
- Arielle